# 최유솔
최유솔(1994년 12월 29일 ~ )은 대한민국의 모델이다.

## 학력
- 이화여자대학교 국어국문학과
- 정신여자고등학교 졸업

## 출연작

### 드라마
- 《살롱 드 홈즈》 (2025년, ENA) - 오희수 역

### 예능
- 2016년 SBS 《슈퍼모델 선발대회》 참가자
- 2017년 tvN 《뇌섹시대 문제적 남자》

### CF
- 2019년 스미노프 아이스톡

## 수상
- 2016년 SBS 슈퍼모델 선발대회 슈퍼모델 대상
- 2016년 미스인터컨티넨탈 서울대회 1위